# Monte Carroll
El monte Carroll es una montaña de 650 metros de altura que se encuentra junto al cerro Mamotreto, un kilómetro al oeste del Pico Pirámide, al sur de la bahía Esperanza, en el extremo noreste de la península Antártica.

## Historia y toponimia
Fue descubierta por un grupo que acompañaba a Johan Gunnar Andersson en la Expedición Antártica Sueca de 1901-1904, que pasó el invierno en la bahía Esperanza en 1903. Fue cartografiada en 1946 por el British Antarctic Survey y nombrada en homenaje Tom Carroll (Isla de Terranova, 1864-?), de la Marina Real británica, contramaestre del barco Eagle, que participó en el establecimiento de la base D en febrero de 1945 durante la operación Tabarín.
En 1956, en la toponimia antártica argentina figuró con el nombre de Cerro Abrupto.

## Geología
Sus rocas son dioritas datadas en el período Cretácico. Se tratan de rocas plutónicas andinas.

## Reclamaciones territoriales
Argentina incluye al monte en el departamento Antártida Argentina dentro de la provincia de Tierra del Fuego, Antártida e Islas del Atlántico Sur; para Chile forma parte de la comuna Antártica de la provincia Antártica Chilena dentro de la Región de Magallanes y de la Antártica Chilena; y para el Reino Unido integra el Territorio Antártico Británico. Las tres reclamaciones están sujetas a las disposiciones del Tratado Antártico.
Nomenclatura de los países reclamantes: 
- Argentina: Monte Carroll[5]
- Chile: ¿?
- Reino Unido: Mount Carroll[3]